# George Arthur (Gouverneur)

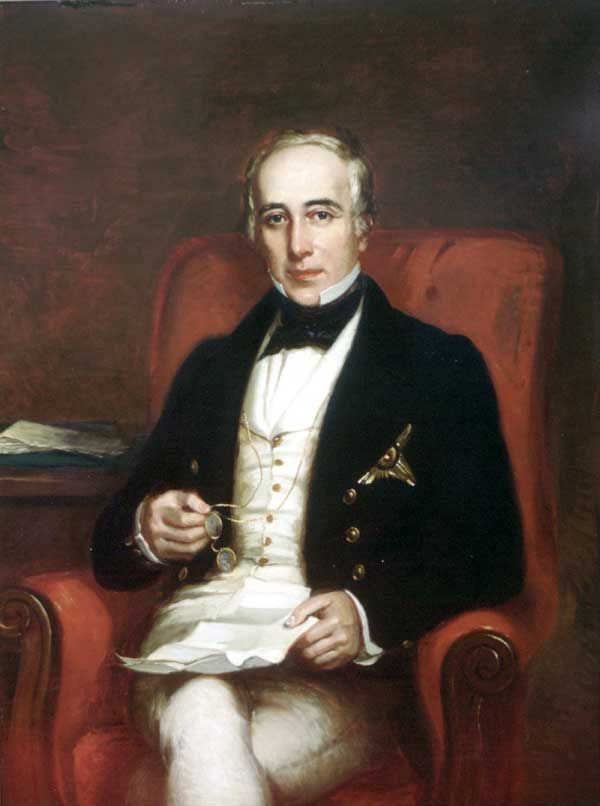
Sir George Arthur, 1. Baronet

Sir George Arthur, 1. Baronet KCH PC (* 21. Juni 1784 in Plymouth; † 19. September 1854 in London) war britischer Kolonialgouverneur. Er war von 1814 bis 1822 Superintendent von Honduras, von 1824 bis 1836 Vizegouverneur von Van-Diemens-Land (heute Tasmanien), von 1838 bis 1839 Vizegouverneur von Oberkanada und von 1842 bis 1846 Gouverneur von Bombay.

## Frühes Leben
George Arthur war der vierte und jüngste Sohn von John Arthur aus dessen Ehe mit Catherine Cornish. 1804 trat er als Ensign in die British Army ein, wo er im Juni 1805 zum Lieutenant befördert wurde. Er diente während der Napoleonischen Kriege und nahm an der Expedition von Sir James Craig in Italien im Jahre 1806 teil. 1807 diente er in Ägypten, wo er beim Angriff auf Rosetta schwer verwundet wurde. Er erholte sich wieder und wurde 1808 Captain unter Sir James Kempt in Sizilien; im nächsten Jahr nahm er an der Walcheren-Expedition in den Niederlanden teil. 1812 erwarb er den Rang eines Major.
Am 13. Juni 1814 heiratete er Elizabeth Orde Usher Smith, mit der er sieben Söhne und fünf Töchter hatte.

## Honduras
In 1814 wurde er zum Superintendent von Britisch-Honduras bestellt und erhielt in der gleichen Zeit die Beförderung in den lokalen Rang eines Colonel, was ihn ermächtigte sowohl das militärische wie auch das zivile Kommando zu führen. Seine Berichte über die Niederschlagung der Sklavenrevolte in Honduras wurden von William Wilberforce und anderen Humanisten gelesen und trugen in nicht geringen Ausmaß dazu bei, dass die Abschaffung der Sklaverei im Jahre 1834 durch das British Empire erfolgte. Andererseits kritisierte ihn Herbert Taylor, der Sekretär des Duke of York in Honduras, für seine “most tyrannical, arbitrary and capricious conduct” (deutsch: tyrannischste, willkürlichste und unberechenbarste Handlungsweise). 1815 wurde er in den regulären Rang eines Lieutenant-Colonel befördert.

## Tasmanien
1823 wurde er zum Lieutenant-Governor des Van-Diemens-Landes, dem späteren Tasmanien, ernannt und nahm diesen Dienst am 14. Mai 1824 auf. In dieser Zeit war das Van-Diemens-Land die wichtigste britische Strafkolonie, die sich 1825 von New South Wales abgelöst hatte. Im Jahre 1824 waren 6000 Personen Strafgefangene, das war die Hälfte der Bevölkerung des Van-Diemens-Land; und diese Zahl stieg bis ins Jahre 1836 vor seinem dortigen Dienstende auf 18.000 an. Es war in seiner Amtszeit, als diese Insel den berüchtigten Ruf einer brutalen Strafkolonie errang. Er suchte mit Port Arthur als idealen Ort für das Strafgefängnis eine Halbinsel aus, die verbunden mit einer schmalen leicht zu schützenden Landbrücke von einer mit Haifischen verseuchten See umgeben ist. Er scheiterte mit seinen Versuchen, die Kolonie und das Strafgefangenensystem in seinem Sinne zu reformieren, weil er autokratische und autoritäre Regeln ohne Rücksichtnahme aufstellte.
Am 29. November 1826 ordnete er die Gefangennahme der führenden Persönlichkeiten der Aborigines an, nicht wohlgesinnte seien als „open enemies“ (deutsch: offene Feinde) zu betrachten und diejenigen, die sich Verbrechen schuldig machen, seien gefangen zu nehmen und zu bestrafen. Er war damit beteiligt an der Unterdrückung und grausamen Verfolgung der tasmanischen Urbevölkerung. Während der 1820er Jahre, als sich die Beziehungen zwischen den europäischen Kolonisten und den Aborigines verschlechterten, verhängte Arthur am 1. November 1828 das Kriegsrecht und erlaubte den umherziehenden weißen Gruppen, Aborigines entweder zu erschießen oder zur Deportation zu fangen.
Der Konflikt wurde bekannt als der Black War. Nach den gewaltsamen Auseinandersetzen zwischen Aborigines und Kolonisten organisierte Arthur die Black Line, die das Ziel verfolgte, die Aborigines gefangen zu nehmen und auf Inseln zu deportieren, um sie besser kontrollieren und christianisieren zu können.
In seiner Dienstzeit wurde er zu einem der vermögendsten Männer der Kolonie. Er kehrte im März 1837 nach Großbritannien zurück und später im gleichen Jahr wurde er zum Knight Commander des Guelphen-Ordens sowie zum Knight Bachelor geschlagen und in den Rang eines Colonel befördert.

## Kanada
Arthur wurde zum Lieutenant-Governor von Oberkanada bestimmt und nahm seinen Dienst in Toronto am 23. März 1838 auf. Als er dort ankam, hatte er das Problem mit den Gefangenen der zuvor stattgefundenen Revolution in Oberkanada zu lösen. Die Reformer empfahlen einen „nachsichtigen Kurs“ und die Konservativen forderten „energische Maßnahmen“. Arthur entschied, dass er einige der führenden Rebellen mit „verhältnismäßiger Härte“ bestrafen werde und unterzeichnete das Todesurteil für Samuel Lount und Peter Matthews, das am 12. April vollstreckt wurde, obwohl zahlreiche Petitionen eingingen, in denen gefordert wurde, die Urteile gegen die beiden aufzuheben.
Während des Jahres 1838 entwickelte sich an der Grenze von Oberkanada zwischen den amerikanischen Patrioten und den kanadischen Flüchtlingen anhaltende Unruhen. Da sich Arthur nicht sicher sein konnte, dass seine Befehle beachtet wurden, übernahm er selbst das militärische Oberkommando und hatte für 12 Monate bis zum Ende des Jahres 1839 nahezu 18.000 Mann unter seinem Kommando. Im November und Dezember 1838 wurden erneut 17 Gefangene hingerichtet, wobei Arthur später jeden Fall mit „the utmost deliberation“ (deutsch: mit äußersten Behutsamkeit) untersuchte und entschied, dass die prominentesten, Nils Gustaf von Schoulltz und Joshua Gwillen Doan hingerichtet werden.
Arthur konnte nicht verhindern, dass sich beide Kolonien im Jahre 1841 vereinigten. Lord Sydenham, sein Nachfolger, fragte George Arthur abschließend, ob er in Oberkanada als Deputy-Governor zur Verfügung stehen würde. Arthur entgegnete, dass dieser Dienst unbezahlbar sei und ging später im Jahre 1841 nach Großbritannien zurück. Dort wurde ihm in Anerkennung seiner Dienste in Kanada am 5. Juni 1841 der erbliche Adelstitel eines Baronet, of Upper Canada, verliehen.

## Indien
Am 8. Juni 1841 wurde Arthur zum Gouverneur der Präsidentschaft Bombay in Britisch-Indien ernannt; ein Amt, das er bis 1846 behielt. Es heißt, dass er großes Geschick wie auch Können in diesem Dienst bewies und dass dies bei der Durchsetzung umfangreicher und wichtiger britischer Interessen half.
Sir George Arthur schloss während seiner Dienstzeit die Untersuchung über den Bodenwert des indischen Tafellands Deccan ab, die den politischen Druck der Landkultivatoren hinsichtlich einer Wertfestsetzung dieses Landes egalisierte und minderte. Er gab seine Unterstützung für das Eisenbahnprojekt von Bombay nach Cailan, das ihm die Wertschätzung der Great Indian Peninsular Railway einbrachte, weil während seiner Amtszeit die Beschwerden des Küstenvorlands und der Inseln von Bombay berücksichtigt wurden.
Er wurde zum provisorischen Generalgouverneur ernannt, aber er trat diesen Dienst nicht an, weil er durch Krankheit gezwungen war, Indien vor dem Eintreffen von Lord Hardinge zu verlassen.

## Letzte Jahre
Nach seiner Rückkehr nach Großbritannien wurde er 1846 zum Major-General befördert, 1847 ins Privy Council aufgenommen und 1853 erhielt er die Stelle eines Colonels des 50th (Queen’s Own) Regiment of Foot. Er wurde 1854 zum Lieutenant-General befördert und starb im gleichen Jahr im September. Seinen Baronettitel erbte sein ältester Sohn Frederick Leopold Arthur (1816–1878).
Der Arthur River in Tasmanien ist nach George Arthur benannt.